# Gudrun Jern
Gudrun Jern, född 31 augusti 1912 i Engelbrekts församling i Stockholm,  död 9 oktober 2010 i Oscars församling, var en svensk skådespelare. Hon blev sjutton år gammal Sveriges första officiella Lucia. 
Efter en läsaromröstning 1929 korades hon till Stockholms Lucia i ett arrangemang av Stockholms Dagblad. Året innan utsåg tidningen Solveig Hedengran till Lucia, dock utan någon omröstning.
Gudrun Jern färdades på en pyntad tron dragen av hästar och flankerad av tomtenissar, i procession genom Stockholm.